# Гутьеррес, Йосгарт
Йосгарт Эстуардо Гутьеррес Серна (исп. Yosgart Estuardo Gutiérrez Serna; 15 марта 1981, Гуасаве, Синалоа, Мексика) — мексиканский футболист, игравший на позиции вратаря.

## Клубная карьера
Гутьеррес воспитанник клуба «Крус Асуль». В 2003 году он дебютировал за команду в мексиканской Примере. До сезона 2007/2008 Йосгарт был сменщиком легенды «Асуля» Оскара Переса, в 2008 году он выиграл конкуренцию и был основным голкипером вплоть до прихода в команду Хесуса Короны. После этого Гутьеррес выходил на поле только в случае травмы основного вратаря. В 2013 году для получения игровой практики Йосгарт на правах аренды перешёл в «Атланте». 21 июля в матче против «Леона» он дебютировал за новую команду.
В начале 2015 года Йосгарт перешёл в УНАМ Пумас. 22 января в матче Кубка Мексики против «Сакапетек» он дебютировал за новый клуб. Из-за высокой конкуренции Гутьеррес так и не смог сыграть ни одного матчах за «пум» в чемпионате.
В начале 2016 года Йосгарт перешёл в «Некаксу». 10 января в матче против «Атланте» он дебютировал в Лиге Ассенсо. По итогам сезоне Гутьеррес помог клубу выйти в элиту.